# Leftism
Az 1995-ös Leftism a Leftfield első nagylemeze. Jelölték az 1995-ös Mercury Music Prize-ra, de a díjat nem nyert el. 1998-ban a Q magazin felmérésén az olvasók minden idők 80. legjobb albumának választották, míg 2000-ben 34. lett a magazin minden idők 100 legjobb brit albuma listáján. Szerepel az 1001 lemez, amit hallanod kell, mielőtt meghalsz című könyvben.

## Az album dalai
|     | Cím                    | Szerző(k)                | Hossz |
| --- | ---------------------- | ------------------------ | ----- |
| 1.  | Release the Pressure   | Barnes, P.Daley, E.Daley | 7:39  |
| 2.  | Afro-Left              | Barnes, Daley, Cole      | 7:33  |
| 3.  | Melt                   | Barnes, Daley            | 5:21  |
| 4.  | Song of Life           | Barnes, Daley, Rupkina   | 6:55  |
| 5.  | Original               | Barnes, Daley, Halliday  | 6:22  |
| 6.  | Black Flute            | Barnes, Daley            | 3:46  |
| 7.  | Space Shanty           | Barnes, Daley            | 7:15  |
| 8.  | Inspection (Check One) | Barnes, Daley, Clarke    | 6:30  |
| 9.  | Storm 3000             | Barnes, Daley            | 5:44  |
| 10. | Open Up                | Barnes, Daley, Lydon     | 6:52  |
| 11. | 21st Century Poem      | Barnes, Daley            | 5:42  |

## Közreműködők
- Djum Djum – ének
- Simon Duffy – hangmérnök
- Merton Gauster – fényképek
- Joe Gibb – hangmérnök
- Toni Halliday – ének
- Kevin Hayes – berimbau
- Ollie J. – hangmérnök
- Phil Knott – fényképek
- Leftfield – keverés, producer
- John Lydon – ének
- Papa Dee – ének
- Danny Red – ének
- Lemn Sissay – ének
- Earl Sixteen – ének
- Adam Wren – hangmérnök

## Fordítás
Ez a szócikk részben vagy egészben a Leftism (album) című angol Wikipédia-szócikk ezen változatának fordításán alapul.  Az eredeti cikk szerkesztőit annak laptörténete sorolja fel. Ez a jelzés csupán a megfogalmazás eredetét és a szerzői jogokat jelzi, nem szolgál a cikkben szereplő információk forrásmegjelöléseként.